# Білошкурський Валентин Васильович
Валенти́н Васи́льович Білошку́рський (нар. 17 грудня 1979, м. Вінниця, Українська РСР — пом. 29 травня 2014, Слов'янськ, Донецька область, Україна) — український військовослужбовець, спецпризначенець, прапорщик Національної гвардії України.

## Життєпис
Народився 17 грудня 1979 року в місті Вінниця. У 1996 році закінчив загальноосвітню школу села Іванівка Вінницького району. Проходив строкову військову службу у Внутрішніх військах МВС України. В подальшому служив за контрактом у 8-му Калинівському полку (спецпідрозділ «Ягуар») Внутрішніх військ МВС України (з березня 2014 року — Національна гвардія України). Присвятив військовій службі 13 років свого життя.
Прапорщик, інструктор (старший кулеметник) відділення кулеметників взводу вогневої підтримки 2-ї роти спеціального призначення 8-го полку оперативного призначення Західного оперативно-територіального об'єднання Національної гвардії України, військова частина 3028, місто Калинівка.
З весни 2014 року брав участь в Антитерористичній операції на Сході України.
Загинув 29 травня 2014 року під час виконання бойового завдання поблизу міста Слов'янськ у Донецькій області.
29 травня, близько 12:30, поблизу Слов'янська, після розвантаження продуктів харчування на блокпост та проведення ротації особового складу, повертаючись з району гори Карачун, був обстріляний із лісосмуги та підбитий терористами з ПЗРК гелікоптер Мі-8МТ (борт «16») Національної гвардії України, на борту якого був прапорщик Білошкурський. Під час падіння вибухнули паливні баки. Внаслідок події загинуло 12 осіб: шість військовослужбовців Національної гвардії, включно з двома членами екіпажу, та шість представників спецпідрозділу МВС України (колишній спецпідрозділ «Беркут»). Старший лейтенант, штурман екіпажу Олександр Макеєнко залишився живим та у тяжкому стані був доправлений до лікарні міста Харків. Серед загиблих гвардійців — генерал-майор Сергій Кульчицький та двоє спецпризначенців Калинівського полку прапорщики Валентин Білошкурський і Віктор Ліпський, які супроводжували екіпаж вертольота як кулеметники.
31 травня 2014 року Валентина поховали на Алеї Слави Центрального міського кладовища Вінниці, неподалік від могили Героя Небесної сотні Максима Шимка.
Вдома залишилися батьки, дружина Наталія та 11-річна донька Анастасія.

## Нагороди
- 20 червня 2014 року, за особисту мужність і героїзм, виявлені у захисті державного суверенітету та територіальної цілісності України, вірність військовій присязі та незламність духу, нагороджений орденом «За мужність» I ступеня (посмертно).[7]

## Вшанування пам'яті
- 15 листопада 2014 року неподалік від місця падіння гелікоптера МІ-8 встановили пам'ятний хрест, відслужили поминальну панахиду і вшанували Героїв хвилиною мовчання представники місцевої влади, військовослужбовці та місцеві мешканці.[8]
- У місті Київ на Солом'янській площі на одній із плит меморіалу загиблим працівникам МВС України викарбувано ім'я прапорщика Валентина Білошкурського.
- У травні 2015 року в селі Іванівка Вінницького району на фасаді будівлі загальноосвітньої школи, де навчався Валентин Білошкурський, встановлено меморіальну дошку на його честь.[9][10]
- У грудні 2016 року у Вінниці з'явилась вулиця Валентина Білошкурського[11]